# Rio Itamarandiba
Rio Itamarandiba är ett vattendrag i Brasilien.   Det ligger i delstaten Minas Gerais, i den sydöstra delen av landet, 600 km öster om huvudstaden Brasília.
Omgivningarna runt Rio Itamarandiba är huvudsakligen savann. Runt Rio Itamarandiba är det glesbefolkat, med 12 invånare per kvadratkilometer.